# Lexone
El Lexone o Cosapilla és un volcà molt erosionat format per diversos doms de lava que s'han datat del Plistocè. El seu cim s'eleva fins als 5.340 msnm. Es troba a la serralada dels Andes, al nord de Xile, prop del poble de Cosapilla, a la regió d'Arica i Parinacota.